# LST-19 (戦車揚陸艦)
LST-19 (USS LST-19)は、第二次世界大戦中にアメリカ海軍が運用していたLST-1級戦車揚陸艦の19番艦である。太平洋で活躍し、4つの従軍星章を授与された。
1942年10月22日、ペンシルバニア州ピッツバーグのドラヴォ・コーポレーションにて起工され、翌年3月11日にフランセス・P・ゴット夫人により命名され進水。同年5月15日に就役し、1945年9月15日に病院船(LST(H))と類別変更された。

## 太平洋での活躍
第二次大戦中、アジア・太平洋戦線にて以下の作戦に参加した。
- アリューシャン方面作戦 1943年5月11日から6月2日までアッツ島の戦い、その後キスカ島にカナダ兵を上陸させる
- ギルバート諸島方面作戦 1943年11月・12月、マキン島、タラワ島上陸に参加
- テニアンの戦い 1944年7月
- 西カロリン諸島方面 パラオ南部の占領 1944年9月

## 病院船への転換
大戦が終結すると、戦車揚陸艦から病院船へ鞍替えした。

## 病院船としての活動
LST(H)-19となった本艦は、1945年10月、11月に極東での占領任務にあたった。

## 退役
1946年3月20日に退役し、5月1日に除籍処分となった。翌年12月5日にニュージャージー州バーバーのShips and Power Equipment Co.,にスクラップのため売却された。